# Symbrenthia scatinia
Symbrenthia scatinia är en fjärilsart som beskrevs av Hans Fruhstorfer 1908. Symbrenthia scatinia ingår i släktet Symbrenthia och familjen praktfjärilar. Inga underarter finns listade i Catalogue of Life.